# Paul Di'Anno
Paul Di'Anno, né le 17 mai 1958 à Chingford (Essex, Angleterre) et mort le 21 octobre 2024 à Salisbury (Wiltshire, Angleterre), est un chanteur britannique principalement connu pour avoir été la voix du groupe Iron Maiden lors de ses premiers succès de 1978 à 1981, participant aux deux premiers enregistrements studio du groupe. Il monte alors son propre groupe Di'Anno, avant de devenir le chanteur du groupe Battlezone.

## Biographie

### Jeunesse
Paul Di'Anno nait Paul Andrews le 17 mai 1958 à Chingford dans l'Essex, Angleterre. Il grandit au sein d’une famille modeste de la banlieue Nord-Est de Londres. En raison de son père brésilien, Di'Anno a la double nationalité britannique et brésilienne. 
Il passe son adolescence à chanter dans divers groupes de rock. Pour survivre, il  travaille comme boucher à Station Road, dans des hôtels et des restaurants ou encore ouvrier dans une raffinerie de la compagnie pétrolière BP. 

### Iron Maiden (1978-1981)

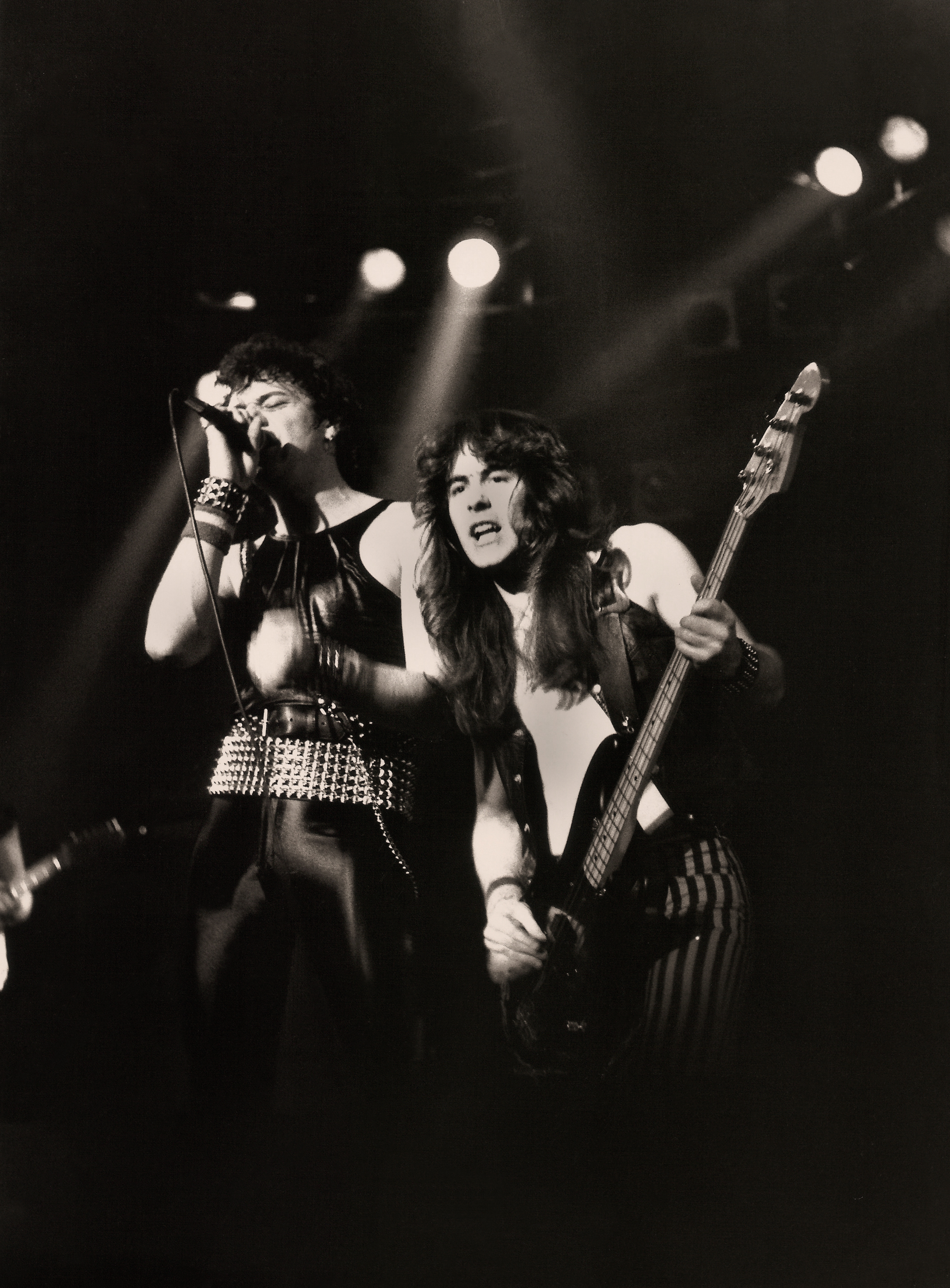
Paul Di'Anno et Steve Harris en 1980.

Paul Di'Anno rejoint Iron Maiden en tant que chanteur en 1978, succédant à Paul Day et Dennis Wilcock. Il participe aux deux premiers albums studio du groupe, Iron Maiden et Killers. D'après le DVD The History of Iron Maiden – Part 1: The Early Days d'Iron Maiden", il est présenté au groupe par le batteur Doug Sampson, un vieil ami de Steve Harris (fondateur et bassiste d'Iron Maiden) et faisant partie du groupe Smiler. C'est à cette époque qu'il adopte pour la première fois le nom de scène Di'Anno, qu'il utilisera plus tard pour revendiquer ses lointaines origines italiennes. Sa première audition avec Rod Smallwood aurait échoué lorsque Di'Anno est arrêté pour avoir montré son couteau en public.
L'album éponyme du groupe Iron Maiden sorti en 1980 est rapidement devenu un classique du genre, car le groupe a fusionné l'énergie du punk avec les riffs du métal et la complexité du rock progressif, servant de modèle à des genres futurs tels que le thrash metal et le speed metal et influençant les groupes de métal progressif ultérieurs. 1981 a vu la sortie de leur deuxième album, Killers, ainsi qu'un EP live provisoire, Maiden Japan.
Le dernier concert de Di'Anno avec le groupe a lieu le 10 septembre 1981 au Odd Fellow's Mansion de Copenhague, au Danemark.
En 1981, Di'Anno quitte Iron Maiden après une réunion avec le groupe et leur manager Rod Smallwood.
Paul Di'Anno est payé par Smallwood au moment de son départ et reçoit des royalties pour les crédits d'écriture de chansons.

### Di' Anno (1983-1985)
Après son départ d'Iron Maiden (ou il est remplacé fin 1981 par Bruce Dickinson), il crée son propre groupe, Lonewolf, qui enregistre les titres de l'album Trigger de la chanteuse japonaise Misako Honjoh en 1983. Puis Lonewolf devient simplement Di'Anno à la suite d'une homonymie avec le groupe Lone Wolf, et enregistre un album. Musicalement, le groupe s'éloigna du son NWOBHM d' Iron Maiden pour un son plus américanisé similaire à des groupes comme Journey et Foreigner. Lors de la tournée, Di'Anno joua "Remember Tomorrow" de son catalogue de chansons d'Iron Maiden, ainsi que leurs propres chansons et quelques autres reprises comme "You Really Got Me" des Kinks et "Don't Let Me Be Misunderstood" de The Animals.

### Gogmagog (1985)
En 1985, Di'Anno rejoint un projet qui devait être un supergroupe. Le groupe, appelé «Gogmagog» (voir le livre biblique Ézéchiel 38:1–2), a été formé par le DJ et producteur de disques Jonathan King, mieux connu pour avoir découvert le groupe Genesis à la fin des années 1960. King a réuni une formation de stars comprenant Di'Anno, le batteur Clive Burr, les guitaristes Janick Gers et Pete Willis et le bassiste Neil Murray, mais les membres sont de plus en plus frustrés par une politique qui leur interdit d'écrire des chansons originales. Gogmagog a sorti un EP de trois chansons sur le label indépendant Food For Thought en 1985 intitulé I Will Be There, avec Russ Ballard écrivant la chanson titre et le producteur King écrivant les deux autres chansons. Bien que les critiques aient été généralement positives, l'EP n'a pas été classé et le groupe s'est dissous après que King a commencé à perdre l'intérêt pour le projet. 

### Battlezone (1985-198, 1998)
Après la séparation de son groupe éponyme, Di'Anno forme Strike avec DeeRal (guitare) qui recrute le batteur Bob Falck (qui avait utilisé le nom de Sid Falck lorsqu'il jouait de la batterie dans Overkill) et les frères Hurley John (seconde guitare) et Chaz (basse). Le projet est finalement nommé Battlezone, d'après un nom tout droit sorti d'une bande dessinée, au retour du chanteur en Grande-Bretagne en 1985. En 1986, l'ancien guitariste de Lonewolf et de Tokyo Blade, John Wiggins, les rejoint.
La formation initiale du groupe comprend Di'Anno, les guitaristes John Wiggins et John Hurley, le bassiste Laurence Kessler et Adam Parsons à la batterie. Di'Anno avait déjà connu les guitaristes John Wiggins et John Hurley de groupes tels que Deep Machine et Iron Cross. Parsons avait pris le nom de scène A.D. Dynamite alors qu'il était au sein de Aunt May. Cependant, Parsons quitta le groupe peu de temps après pour remplacer Vince Hoare dans le groupe glam Belladonna basé à Londres (formé par l'ancien chanteur des Hell's Belles Paul Quigley, avec Paul Lewis, Jeff Fox et Neil Criss) et Falck réapparut sur la scène à temps avec le bassiste danois Pete West (Peter Vester) pour enregistrer le premier album du groupe Fighting Back, écrit entièrement par John Hurley, à l'exception de la chanson-titre qui fut créditée à Bob Falck.
Battlezone effectua une tournée de clubs aux États-Unis en 1987 pour promouvoir le premier album Fighting Back, mais des différences musicales, des disputes et des bagarres au sein du groupe menèrent au départ de John Hurley et Bob Falck après la première tournée. Selon le livre de Di'Anno The Beast, Hurley était devenu trop égocentrique.  il fut renvoyé du groupe ainsi que Bob Falck. Leurs places furent respectivement prises par les anciens membres de Persian Risk, Graham Bath et Steve Hopgood, une fois la tournée terminée.
Le deuxième album à sortir s'intitule Children of Madness avec le hit éponyme ainsi qu'un morceau intitulé « Metal Tears » dont l'idée originale est venue à la suite de la lecture d'un roman de science-fiction de Richard Cowper Clone.
Le guitariste Graham Bath, qui avait été recruté pour jouer la deuxième guitare, n'était pas enthousiaste à l'idée de faire une tournée. Pete West a recommandé un remplaçant, Alf Batz, qui l'a rejoint juste à temps pour se rendre à New York pour le tournage du clip. Le clip de "I Don't Wanna Know" a été diffusé en rotation sur la chaine musicale MTV aux États-Unis.
Par la suite  le guitariste américain Randy Scott, Dave Harman à la guitare et Eddie Davidson à la basse, ont signé avec Battlezone . Cependant, le groupe n'avait pas de management approprié et s'est dissous peu de temps après. Battlezone a joué son dernier concert le 10 décembre 1989, au Dynamo Open Air à Eindhoven, aux Pays-Bas. 

### Killer (1990-1997, 2001-2003)
Après la séparation de Battlezone , Di'Anno et Hopgood forment le groupe de power metal "Killers", qui sort quatre albums. Hurley forme plus tard le groupe de glam rock L.O. Girls et sort le single "Twelve Bore Honeymoon" en 1990 et "Just Can't Say I Love You" en 1993. En 1990, Di'Anno est le leader de "Praying Mantis" pour une tournée au Japon qui est enregistrée pour la sortie de l'album 'Live at Last" avec l'ancien guitariste d'Iron Maiden Dennis Stratton et qui est dû a la volonté des Japonais de fêter les dix ans de la new wave of British heavy metal. Le groupe connaît alors une renaissance à Tokyo, ce qui entraîne une reformation et une tournée en avril 1990, qui donne naissance à l'album Live at Last. Wiggins rejoint le Tokyo Blade reformé en 1995.
En 1998, Di'Anno a ressuscité le nom de Battlezone . Wiggins et ses collègues ex-membres de Tokyo Blade, le bassiste Colin Riggs et le batteur Marc Angel, le rejoignent avec le guitariste brésilien Paulo Turin. Cette formation enregistre l'album Feel My Pain, publié par le tout nouveau label "Zoom Club". Les titres provisoires de l'album sont "Spoon Face" et "Smack", tous deux contenant des références à la consommation d'héroïne. L'album a un côté plus lourd que les deux premiers albums de Battlezone. Le groupe entreprend une tournée brésilienne à guichets fermés en janvier 1998, avec les anciens collègues des Killers, le bassiste Gavin Cooper et le guitariste Nick Burr, qui se joignent à cette tournée sud-américaine.
Le groupe fait une tournée au Brésil la même année, jouant une tournée de trois semaines devant des spectateurs à guichets fermés pouvant accueillir jusqu'à 6 000 fans par soir. De retour en Angleterre, Battlezone organise un concert au Walthamstow Royal Standard.. Un morceau live du concert de Walthamstow apparaît plus tard sur une compilation des trois albums de Battlezone, intitulée Cessation of Hostilities.

### Nomad / Di'Anno (1999-2001, 2003-2008)
Début 2008, Di'Anno a fait une tournée en Norvège et plus tard en Europe de l'Est en 2009 avec un groupe entièrement norvégien composé des musiciens Henrik "Rick" Hagan (batterie), Are Gogstad (basse), Jon Vegard Naess (guitare) et Anders Buaas (guitare). Anders Buaas a ensuite été remplacé par le guitariste Rikard Nilsen. Le groupe a ensuite fait plusieurs tournées en Suède et a fait des apparitions dans des festivals tels que Hard Rock Hell (Pays de Galles, Royaume-Uni 2013), Voxbotn (Îles Féroé, Danemark 2013), Tons of Rock (Halden, Norvège 2014), Sweden Rock Festival (Norje, Suède 2014) et Rock Against Narcotics (Pune, Inde 2015), avant de faire une tournée en Suède à l'été 2015. Le groupe a également fait une tournée avec Blaze Bayley et Tim « Ripper » Owens .
À la mi-2008, une compilation Battlezone intitulée The Fight Goes On est sortie sur le label Phantom Sound & Vision sous la forme d'un coffret de 3 CD comprenant les trois albums studio de Battlezone.

### Projets divers (depuis 2011)

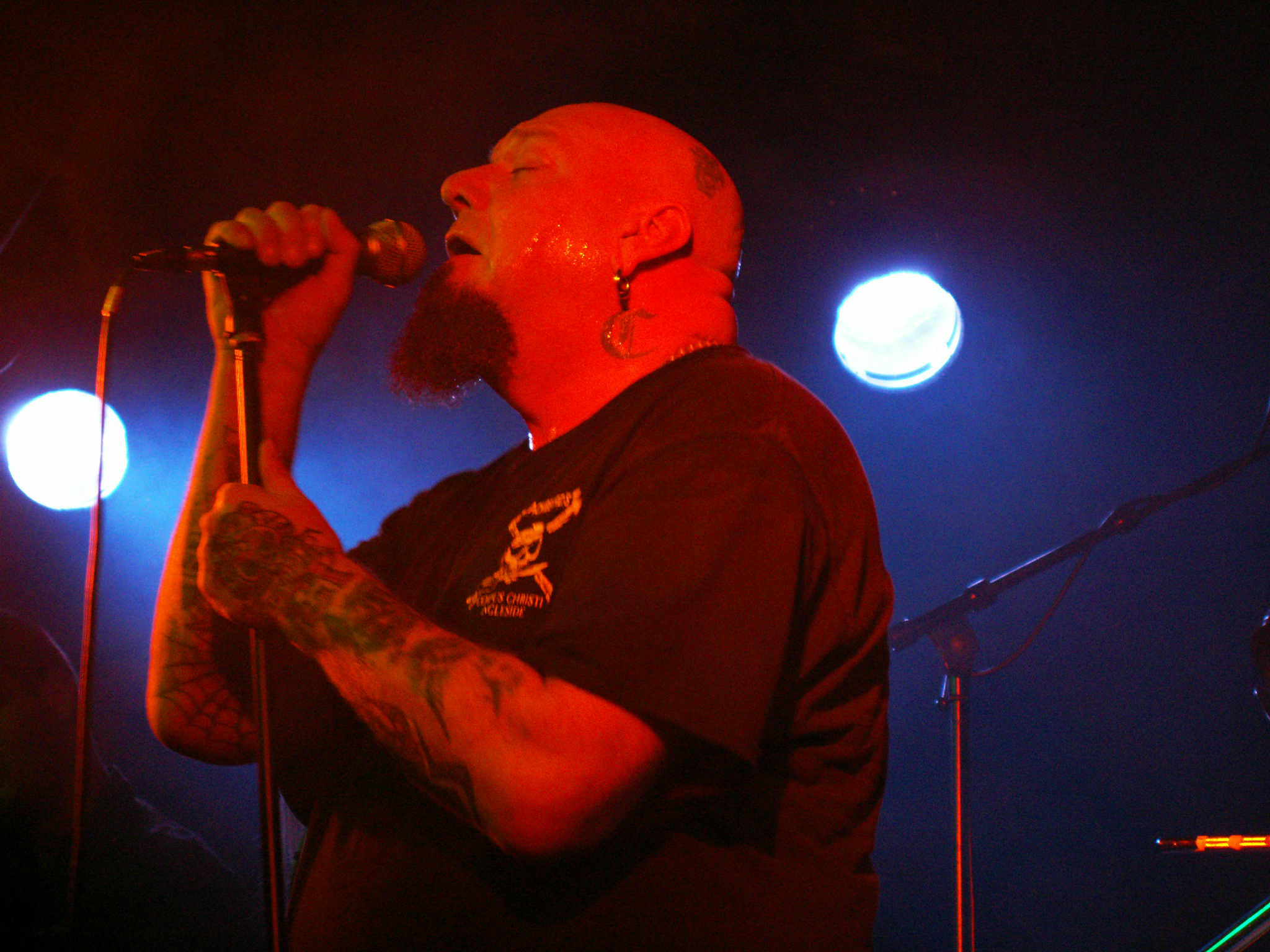
Paul Di'Anno au Jardin Moderne de Rennes en 2010.

Le 11 mars 2011, Paul Di'Anno est condamné à une peine de neuf mois d'emprisonnement. Paul Di'Anno est incarcéré dans une prison de Salisbury et est libéré après deux mois d'emprisonnement.
Avant d'être emprisonné en mars 2011, il enregistrait un nouvel album solo avec Paulo Turin, le guitariste qui a travaillé sur Feel My Pain et Nomad. L'album était produit par Dieter Roth dans son studio en Allemagne. Cependant, le travail sur l'album a cessé en raison de problèmes avec la maison de disques.
Il a maintenu un programme de tournées mondiales intensif, y compris deux voyages récents à travers l'Amérique où le groupe de métal traditionnel Icarus Witch a servi à la fois de groupe d'ouverture et de groupe de soutien.
En juin 2012, Di'Anno a reçu le prix de la Liberté de la ville de Bariloche en Argentine pour son travail caritatif effectué il y a plusieurs années.
En 2013, Di'Anno chante sur le bonus track Fuck You All sur l'album Big Trouble du groupe Hollywood Monsters avec la participation de Steph Honde (chant et guitare), Vinny Appice (batterie), Tim Bogert (basse) et Don Airey (orgue). L'album est sorti en 2014.
En 2014, Di'Anno a chanté au chant principal sur le titre bonus "Fuck You All" de l'album Big Trouble du groupe de hard rock Hollywood Monsters. L'album est sorti en 2014 sur Mausoleum Records et mettait en vedette Steph Honde au chant et à la guitare, Vinny Appice à la batterie, Tim Bogert à la basse et Don Airey aux claviers.
En 2014, il fonde le groupe Architects of Chaoz avec les musiciens du groupe The Phantomz, un groupe allemand lui ayant déjà servi de backup band pour ses tournées en solo . Un album intitulé The League Of Shadows sort en mai 2015, mais en août de l'année suivante le groupe annonce  sa décision de se séparer du chanteur.
Paul Di'Anno meurt le 21 octobre 2024 à son domicile de Salisbury à l'âge de 66 ans. Pour lever le voile sur les causes de la mort de l'icône du métal, la famille de Paul Di'Anno a publié un communiqué. Ce sont ses sœurs qui ont confirmé la triste nouvelle et expliqué les circonstances exactes : "Il avait une déchirure dans le sac entourant le cœur, causant un afflux de sang depuis l’aorte principale, qui a provoqué l’arrêt du cœur. Sa mort a été instantanée et, espérons-le, sans douleur."

## Style de chant
En comparaison avec le chant lyrique de son successeur Bruce Dickinson dans Iron Maiden, Paul Di'Anno est connu pour avoir été plus "punk" et plus guttural dans son chant. Il chantait généralement avec une voix plus rauque et plus rugueuse, bien qu'il soit capable de chanter avec une voix plus pure par moment comme le démontrent des morceaux plus lents de Iron Maiden comme "Remember Tomorrow", "Strange World" de l'album éponyme Iron Maiden et "Prodigal Son" de l'album Killers.
Son style influencera des groupes tels que Sepultura, Metallica ou encore Pantera.
Plus tard dans sa carrière, le style de Di'Anno, ainsi que sa musique, sont devenus plus agressifs, s'éloignant davantage du son d'Iron Maiden qui devenait alors de plus en plus progressif.

## Chronologie
- Iron Maiden (1978–1981)
- Di'Anno (1983–1985)
- Gogmagog (1985)
- Paul Di'Anno's Battlezone (1986–1989)
- Praying Mantis (1990)
- Killers, alias Paul Di'Anno's Killers, alias Paul Di'Anno & Killers (1990–1997)
- The Original Iron Men (1995–1996)
- Paul Di'Anno (1997)
- Paul Di'Anno's Battlezone (1997–1998)
- The Almighty Inbredz (1999)
- Paul Di'Anno (1999–2000)
- Di'Anno (2000)
- Paul Di'Anno's Killers, alias Paul Di'Anno & Killers (2001–2003)
- Paul Di'Anno (2003–2005)
- Paul Di'Anno & Maiden England (2005)
- Paul Di'Anno & Children of the Damned (2002–présent)
- Paul Di'Anno & The Phantoms of the Opera (2005–présent)
- Paul Di'Anno & (Coverslave 2013)
- Big Trouble (bonus track, 2014) du groupe Hollywood Monsters
- Architects of Chaoz (2014-2016)

## Discographie

### Iron Maiden
- The Soundhouse Tapes (1979)
- Iron Maiden (1980)
- Live!! +one (1980)
- Killers (1981)
- Live at the Rainbow (1981)
- Maiden Japan (1981)
- 12 Wasted Years (1987)
- The First Ten Years (From There to Eternity) (1990)
- Best of the Beast (1996)
- Ed Hunter (1999)
- BBC Archives (2002)
- Best of the 'B' Sides (2002)
- The History of Iron Maiden – Part 1: The Early Days (2004)
- The Essential Iron Maiden (2005)

### Di'Anno
- Live at the Palace (VHS, 1984)
- Di'Anno (1984)
  - Flaming Heart (1984)
  - Heartuser (1984)
- Nomad (2000)
- Live at the Palace, recorded in 1984 (DVD, 2005)

### Solo
- The World's First Iron Man (1997)
- As Hard as Iron (1997)
- Beyond the Maiden (compilation, 1999)
- The Masters (compilation, 1999)
- The Beast (Live, 2001)
- The Beast in the East (Live, 2003 DVD)
- The Living Dead (2006)
- The Maiden Years - The Classics (compilation, 2006)
- Iron Maiden Days & Evil Nights (compilation, 2007)
- Wrathchild - The Anthology (compilation, 2012)
- The Beast Arises (DVD, 2014)
- Hell Over Waltrop - Live In Germany, Recorded in 2006 (Live, 2020)
- The Book of the Beast (2024) (compilation avec 5 inédits)

### Battlezone
- Fighting Back (1986)
- Children of Madness (1987)
- Warchild (Copilation 1988)
- Feel My Pain (1998)
- Cessation of Hostilities (Compilation with all three studio albums Battlezone released + Children of madness demo tracks and one new live track, 2001)
- The Fight Goes On (Boxset including all three Battlezone studio albums, 2008)

### Killers a.k.a.: Paul Di' Anno & Killers
- Murder One (1992)
- South American Assault Live (1994)(Recorded on summer, 1993)
- Menace to Society (1994)
- Live (1997)
- New Live & Rare (1998)
- Killers Live at the Whiskey (2001)(Recorded Whisky a Go Go, Los Angeles,2000)
- Screaming Blue Murder – The Very Best of Paul Di'Anno's Killers (2002)

### Gogmagog
- I Will Be There EP (1985)

### Dennis Stratton
- The Original Iron Men (1995)
- The Original Iron Men 2 (1996)
- Hard As Iron (compilation) (1996)

### Praying Mantis & Paul Di'Anno, Dennis Stratton
- Live at Last (1991) (Recorded at Nakano Sunplaza, Tokyo, April 18, 1990)

### Almighty Inbredz
- The Almighty Inbredz (1999)

### Architects of Chaoz
- League of shadows (2015)
- (R)evolution (2018)

### Compilations
- Metal for Muthas (avec Iron Maiden, 1980)
- Kaizoku (1989, sur Danger on the Street II)
- All Stars Featuring The Best Of British Heavy Metal & Heavy Rock Musicians (1991, sur She is danger)
- True Brits (1993)
- True Brits 2 (1994)
- True Brits 3 (1995)
- Rock Hard Hard Rock (1994, sur No Repair, She goes down)
- X-Mas: The Metal Way (1994)
- Killer Voices (1995)
- Metal Monsters (1996)
- Metal Christmas a.k.a. The 21st Century Rock Christmas Album (1996)
- Hard ’n’ Heavy Rock (2001, sur Lights Out)
- Wacken Rocks (2001, sur Wrathchild (live))
- Classic Rock, Classic Rockers (2002)
- Metal Masters – Killers (2005, sur Killers)
- Rock Hard – Das Festival (2007, sur Prowler (live))

### Albums hommages
- In The Name Of Satan - A Tribute To Venom (1998) (avec Killers: Black Metal)
- 666 The Number One Beast (Iron Maiden Tribute) (1999)
- 666 The Number One Beast Volume 2 (Iron Maiden Tribute) (1999)
- The Maiden Years (Iron Maiden Tribute) (2000)
- Gimme all your Top (ZZ Top Tribute) (2000) (sur Sleeping Bag)
- The Boys are back (Thin Lizzy Tribute) (2000) (sur Killer On the Loose)
- Only UFO can rock me (UFO Tribute) (2001) (sur Shoot Shoot)
- Another Hair of the Dog (Nazareth Tribute) (2001) (sur Hair Of The Dog and Broken Down Angel)
- Hangar de Almas: Tributo A Megadeth (2005) (sur Symphony Of Destruction)
- Numbers from the Beast – An All Stars Tribute to Iron Maiden (2005) (sur Wrathchild)
- World's Greatest Metal – Tribute to Led Zeppelin (2006) (sur Kashmir)
- An '80s Metal Tribute to Van Halen (2006) (sur Ain't Talkin' 'Bout Love)
- A Tribute to The Rolling Stones (2007) (sur I Wanna Be Your Man and Jumpin' Jack Flash)
- Top Musicians Play The Rolling Stones (2010) (sur Paint It Black)
- Thriller – A Metal Tribute To Michael Jackson (2013) (sur Bad)
- Tribute to Rod Stewart and The Faces II (2015) (sur Hot Legs and Cindy Incidentally)

### Participations
- English Steel: Start 'em young (1993, sur She goes down)
- English Steel: Lucky Streak Vol. II (1994, sur Danger, Dirty)
- Aciarium: The Heavy Metal Superstars (1996)
- Re-Vision: Longevity (2001) (sur Larvae)
- Spearfish: Back, for the Future (2003) (sur Justice In Ontario)
- Destruction: Inventor of Evil (2005) (sur The Alliance of Hellhoundz)
- Michael Schenker Group: Heavy Hitters (2005) (sur Hair Of The Dog)
- Ira: Gloria Eterna (2008) (sur Marshall Lockjaw)
- Mantra: Building: Hell (2010) (sur Master Of My Life)
- Attick Demons: Atlantis (2011, sur Atlantis)
- Legions Of Crows: Stab Me (2011) (sur Coventry Carol)
- Så Jävla Metal: The History of Swedish Hard Rock and Heavy Metal (2011, film) (sur Så Jävla Metal)
- Wolfpakk: Wolfpakk (2011) (sur The Crow)
- Prassein Aloga: Midas Touch (2011, See the Bodies und Flesh of Life)
- Layla Milou: Reborn (2012) (sur You Own Control)
- Scelerata: The Sniper (2012) (Guest vocals, co-writing, composing)
- Rushmore: Kingdom Of Demons (2013)
- Red Dragon Cartell: Wasted (2014)
- Hollywood Monsters: Big Trouble (2014, bonus track : Fuck you all)
- Odium: The Science Of Dying (2014) (sur Die With Pride)
- Maiden United: Remembrance (2015) (sur Prowler)
- Mikael Fassberg: Lazy Sunday (2015)
- Coffee Overdrive: Rocket L(A)unch (2015) (sur To The Top)
- United Artists Against Terrorism: Heroes (2016)
- Ibridoma: December (2016) (sur I'm a Bully)
- Mikael Fassberg: All or Nothing (2017)
- AirForce (UK): Black Box Recordings Volume 2 (2018) (sur Sniper)